# Estatua ecuestre de Francisco Pizarro (Trujillo)
La estatua de Francisco Pizarro es una estatua ecuestre ubicada en Trujillo como homenaje del municipio a uno de sus vecinos ilustres, el conquistador Francisco Pizarro. 

## Historia y descripción
Es obra del escultor estadounidense Charles Cary Rumsey (1879-1922) y se encuentra situada sobre un pedestal de granito en la plaza mayor de la ciudad que vio nacer al propio Pizarro, aunque esta no fue su ubicación original. La estatua inicialmente formó parte de las obras exhibidas en la Primavera de la pintura y la escultura del Grand Palais de París en 1929, en la cual se rindió homenaje al por aquellos entonces recientemente fallecido Rumsey con una extensa retrospectiva de su obra. La estatua, debido a sus colosales dimensiones se colocó en la sala de la cúpula del Grand Palais que llevaba treinta años sin utilizarse para exhibir obra alguna.
En el mismo año, 1929, la estatua viajó hasta España para ocupar su ubicación actual en Trujillo donde fue inaugurada en un acto en el que estuvieron presentes el presidente del gobierno Miguel Primo de Rivera y el príncipe Alfonso de Orleans, así como el por aquellos entonces embajador de Estados Unidos en España. Cabe destacar que cuando en una estatua ecuestre el caballo tiene una pata levantada significa que el personaje murió de heridas en batalla, cosa que no ocurrió con Pizarro.